# Нарывник двупятнистый
Нарывник двупятнистый (лат. Apalus bimaculatus) — вид жуков-нарывников из подсемейства Nemognathinae. Распространён в Европе, Средиземноморье, на Украине, юге Европейской части России, в Казахстане, Турции и Туркмении. Обитают в лесостепях. Активны в дневное время суток; питаются на цветках бурачка. Длина тела имаго 10—12 мм. Тело чёрное, блестящее. Надкрылья соломенно-жёлтые, небольшим чёрным округлым пятном у вершины, иногда отсутствует.